# Дорогі закохані
«Дорогі закохані» (англ. Dearly Beloved) — роман американської письменниці Енн Морроу Ліндберг 1962 року.

## Сюжет
Дія роману відбувається під час весільної церемонії в Новій Англії і складається з роздумів гостей весілля.

## Огляд
Книга розійшлася накладом понад 100 000 примірників і майже 30 тижнів перебувала в списку бестселерів «Нью-Йорк таймс».
Kirkus Reviews писали: «Це чутлива — часом трагічна — книга, яка проникає в глибини чоловічих і жіночих душ, коли рядок за рядком промовляється служба, і її значення розширюється, посилюється життям слухачів... Композиція, що виникає, — це багатобарвний гобелен, майже бездоганний у проєкції та виконанні».